# Мунку Сардък
Мунку Сардък (на руски: Мунку-Сардык; на бурятски: Мүнхэ Һарьдаг – „вечно гол“) е висикопланински масив в Южен Сибир в планината Източни Саяни, издигащ се на границата между Русия (западната част на Бурятия) и Монголия. Състои се от 6 върха, като най-висок е Мунку Сардък – 3491 m (51°43′08″ с. ш. 100°35′52″ и. д. / 51.718889° с. ш. 100.597778° и. д.), най-високата точка на планината Източните Саяни. Изграден е от гранити. От неговите подножия води началото си река Ока (ляв приток на Ангара) и други по-малки реки десни притоци на Иркут и вливащи се в езерото Хубсугул. В речните долини на височина до 2000 m се срещат гори, а нагоре по склоновете му – алпийски пасища, планинска тундра и безжизнени каменисти пространства. Има няколко малки ледника с обща площ 1,3 km². Първото изкачване на върха е извършено през май 1859 г. от германския ботаник и зоолог на руска служба, изследовател на Сибир Густав Раде.